# المرشح (فلم)
المرشح (بالإنجليزية: The Candidate) هو فيلم دراما تم إنتاجه في الولايات المتحدة وصدر في سنة 1972.

## بطولة
- روبرت ريدفورد

### ترشيحات وجوائز
| السنة | الحدث  | الفئة             | النتيجة  |
| ----- | ------ | ----------------- | -------- |
|       | أوسكار | أفضل سيناريو أصلي | فـــــوز |

## وصلات خارجية
- المرشح على موقع IMDb (الإنجليزية)
- المرشح على موقع الموسوعة البريطانية (الإنجليزية)
- المرشح على موقع روتن توميتوز (الإنجليزية)
- المرشح على موقع ألو سيني (الفرنسية)
- المرشح على موقع Turner Classic Movies (الإنجليزية)
- المرشح على موقع أول موفي (الإنجليزية)
- المرشح على موقع فيلمافينيتي (الإسبانية)
- المرشح على موقع قاعدة بيانات الأفلام السويدية (السويدية)
- المرشح على موقع قاعدة بيانات الفيلم (الإنجليزية)
- المرشح على موقع ليتربوكسد (الإنجليزية)

1. ↑  وصلة مرجع: https://www.oscars.org/oscars/ceremonies/1973.
2. ↑  وصلة مرجع: http://www.imdb.com/title/tt0068334/. الوصول: 7 يوليو 2016.
3. ↑  وصلة مرجع: http://www.allocine.fr/film/fichefilm_gen_cfilm=33350.html. الوصول: 7 يوليو 2016.
4. ↑  وصلة مرجع: http://www.filmaffinity.com/en/film910309.html. الوصول: 7 يوليو 2016.